# Sentier des Quatre-Jumeaux
 (octobre 2019).
Le sentier des Quatre-Jumeaux est un ancien sentier de ski de longue-randonnée de 68 km situé dans le Parc national de la Jacques-Cartier et la Réserve faunique des Laurentides, au nord de la ville de Québec. Il a été fermé en 2002.

## Localisation
Le sentier d'une longueur de 68 km était localisé sur les territoires administratifs des MRC La Jacques-Cartier et La Côte-de-Beaupré. Son parcours pouvait se faire en 4 ou 5 jours et était considéré difficile à cause de son parcours montagneux. Le point de départ était situé au Camp-Mercier, un des centres d'accueil de la Réserve faunique des Laurentides, et des refuges situés sur son parcours pouvaient accueillir jusqu'à 8 personnes. 
Selon la Communauté métropolitaine de Québec, le sentier était localisé sur trois "unités de paysage", à savoir les collines du lac des Quatre-Jumeaux, les collines des lacs à la Chute et Sautauriski, ainsi que dans les vallées des rivières Sautauriski et à la Chute. 
Une portion de ce sentier située dans le Parc national de la Jacques-Cartier était également utilisée pour la randonnée pédestre.

## Histoire
Décrit comme « à l'abandon » en 1984, le sentier est fermé en 1986 avant d'être rouvert en 1987. En 1996 il était considéré comme une des plus belles randonnées hors-piste du Québec.